# Rosa salvaje
Rosa salvaje es una telenovela mexicana producida por la cadena Televisa en el año 1987 de la mano de Valentín Pimstein. Protagonizada por Verónica Castro y Guillermo Capetillo, con las participaciones antagónicas de Laura Zapata, Claudio Báez, Liliana Abud, Renata Flores y Felicia Mercado, quien reemplazó a Edith González a la mitad de la trama. Además contó con la participación de los primeros actores Magda Guzmán, Armando Calvo e Irma Lozano.

## Historia
Rosa García vive con su madrina Tomasa quien la crio desde pequeña, ambas son de clase muy humilde. Rosa es ingenua y no posee mucha educación, cuando alguien la molesta acostumbra a increparlos o golpearlos, la gente le dice "la salvaje" y parece hombre, ya que acostumbra a jugar a fútbol, canicas y otros juegos característicos de los varones con otros niños. Un día ella va con sus amigos a un vecindario de gente de dinero y de una casa sacan ciruelas y es sorprendida por Dulcina Linares, una mujer ambiciosa y vanidosa a quien solo le importa el dinero y la clase social, y su sirvienta Leopoldina y la amenazan con llamar a la policía. Llega Ricardo Linares, hermano de Dulcina y este intercede por ella. Él es agradable y de buenos sentimientos, no la denuncia a la policía, al contrario, le da algunas ciruelas y algo de dinero. Ella se enamora perdidamente de él. Ricardo está en una lucha constante con sus hermanas Dulcina y Cándida, ya que estas quieren que a toda costa se case con una mujer millonaria. Para fastidiarlas decide casarse con la primera muchacha que a él le dé la gana. Esta muchacha resulta ser Rosa. Pero Dulcina y Cándida se unen a Leonela Villarreal, una joven que posee una gran fortuna y que se ha sentido atraída por Ricardo Linares desde siempre, estas harán todo lo posible por separarlos. Ricardo realmente se enamora de Rosa, pero cuando ella se entera de que este se casó sin amor y solo por hacer enojar a sus hermanas, no puede perdonarlo. En la casa Linares Rosa recibe sus peores humillaciones por parte de Dulcina y su hermana así como de parte de Leonela (como por ejemplo un día en una fiesta cuando Dulcina humilla a Rosa delante de todos los invitados haciendo que golpee a Lulú, otra "enamorada" de Ricardo), pero también conoce a Rogelio, el hermano gemelo de Ricardo de buenos sentimientos, y se hacen muy amigos. Rogelio está inválido, pero muy a pesar de Dulcina decide operarse para volver a caminar y lo logra. Mientras Rogelio se recupera de la operación lo cuida Linda, una amiga de Rosa que se hace pasar por enfermera, y ambos terminan enamorándose.
Por otro lado Federico Robles es el abogado de los Linares, un hombre ambicioso que embaraza a Cándida provocando los celos y furia de Dulcina que siempre estuvo enamorada de él y con quien mantenía clandestinos romances. Una noche la malvada hermana hace rodar por las escaleras a Cándida sabiendo ya del escándalo del embarazo. Con eso logra matar al niño de su hermana. Después, Dulcina se casa con Federico Robles sin sospechar que este se está apropiando poco a poco de la fortuna de los Linares y también de su mansión. Tras descubrir el desfalco, Dulcina asesina a Federico creyendo que como su viuda recibirá en herencia todo lo que él le robó y así recuperará la fortuna y la mansión de los Linares. Sin embargo, al abrirse el testamento de Federico se descubre que antes de casarse con Dulcina él estaba casado con otra mujer de la que nunca se divorció, por lo que el matrimonio con Dulcina no es válido y su legítima esposa, ahora su viuda, es la heredera de todos sus bienes incluida la mansión Linares, la cual ella decide poner en venta porque no tiene intención de vivir en ella y les da un plazo a los Linares para desocuparla. 
Por su parte Leonela, sabiendo que Rosa se ha reconciliado con Ricardo tras un viaje que hicieron a Manzanillo, trama un vil plan para acostarse con Ricardo y que Rosa los vea. Lo logra, se vuelve la prometida de Ricardo e incluso se casan. Al poco tiempo, Rosa descubre que espera un hijo de Ricardo y decide no informarle nada a él.
Posteriormente Rosa se reencuentra con su mamá, Paulette Mendizábal, quien tuvo que entregar a Rosa recién nacida a su empleada Tomasa para evitar que la matara su madre, quien consideraba su embarazo una deshonra porque el padre de la niña era el chofer de la casa con quien Paulette había tenido un amorío. Casi al mismo tiempo de ese reencuentro entre madre e hija, Rogelio Linares es apuñalado por un delincuente del barrio donde Rosa vivía, el cual pretendía a Linda. Paulette transforma a Rosa haciendo de ella una mujer rica y distinguida, la cual a pesar del poder que tiene ahora piensa en vengarse de los Linares por todo el daño que le hicieron. Con este objetivo, Rosa hace que Dulcina se arrodille ante ella y le pida perdón o de lo contrario mandará a Dulcina a la cárcel. Dulcina lo hace y queda humillada ante Rosa, tal como ella misma había humillado a Rosa antes. En venganza por la humillación sufrida, Dulcina manda a Leopoldina a rentar una casa usando un nombre falso y luego ordena que secuestren a Rosa y la lleven ahí para matarla ella personalmente. Sin embargo, la mujer encargada de cuidar a Rosa mientras esperan a que Dulcina llegue para matarla personalmente se conmueve al saber que está embarazada y la deja escapar, por lo que Dulcina enfurece cuando llega a matar a Rosa y no la encuentra. Mientras tanto, Rogelio se recupera en el hospital de la puñalada que recibió y le propone matrimonio a Linda para que los dos se vayan juntos al rancho de los Linares donde él terminará de recuperarse cuando salga del hospital.
Tras escapar del secuestro e intento de asesinato orquestados por Dulcina, Rosa regresa a casa de su madre y se entera de que la viuda de Federico Robles ha puesto en venta la mansión Linares, por lo que decide comprarla para entregársela a Rogelio Linares, su gran amigo y único miembro de la familia Linares que no le ha causado ningún dolor. Tras cerrarse la operación de compra venta, Dulcina sin saber nada al respecto manda a Leopoldina a tratar de recuperar la mansión Linares de manos de la viuda de Federico Robles, pero esta regresa con la noticia de que la casa ya fue vendida y fue Rosa “la salvaje” quien la compró. Dulcina enfurece y jura que nadie la sacará de su casa nunca. Rosa sigue sin perdonar a Ricardo por comprometerse y casarse con Leonela, pero el joven se da cuenta de que no ama a Leonela y decide pedirle el divorcio e irse de viaje. Leonela enfurece y jura que vigilará a Rosa día y noche para encontrar el momento de matarla, pero le sale mal el plan porque al atropellarla y salir huyendo se queda atrapada en las vías del tren y muere horriblemente arrollada en su auto por el tren y quemada.
Mientras tanto, a solas, Dulcina le otorga la distinción de ser una Linares a Leopoldina y le propone morir como tal en la mansión, no sin antes confesarle que ella asesinó a Federico Robles. Tal conversación es escuchada por el mayordomo, mismo que llama a la policía. Dulcina escucha afuera las patrullas y planea prenderle fuego a la mansión Linares con el fin que Rosa no disfrute de esta, e igualmente morir junto con Leopoldina. Esta última no está de acuerdo y comienzan a forcejear; en el acto, Leopoldina trata de matar a Dulcina con un cuchillo pero esta se lo quita de las manos. Leopoldina cae al suelo tomando una botella de ácido muriático de la alacena con la que le desfigura el rostro a Dulcina, pero muere de un disparo a manos de esta. La policía entra a la casa, detienen a Dulcina y se encuentran con el cadáver de Leopoldina.
Rosa y Ricardo en la última escena de la novela lloran y se acuerdan de todo, Rosa en Emergencias está a punto de morir con su hijo en el vientre y finalmente le revela a Ricardo que él es el padre de ese hijo. Pero al final sucede un milagro...

## Elenco
- Verónica Castro - Rosa García Montero de Linares "Rosa salvaje"
- Guillermo Capetillo - Ricardo Linares / Rogelio Linares
- Laura Zapata - Dulcina Linares "Vda. de Robles"
- Liliana Abud - Cándida Linares
- Edith González - Leonela Villarreal (#1)
- Felicia Mercado - Leonela Villareal (#2)
- Renata Flores - Leopoldina
- Irma Lozano - Paulette Montero de Mendizábal
- Magda Guzmán - Tomasa "Manina" González
- Roberto Ballesteros - Dr. Germán Laprida
- Claudio Báez - Lic. Federico Robles
- Armando Calvo  - Sebastián
- Ada Carrasco  - Carmen
- Jaime Garza - Ernesto Rojas
- Bárbara Gil - Amalia
- Mariana Levy  - Herlinda "Linda" González
- Alejandro Landero - Rigoberto "Rigo" Camacho
- Alejandra Maldonado - Malena
- Servando Manzetti - Eduardo Reynoso
- Alberto Mayagoitia - Pablo Mendizábal
- David Ostrosky - Carlos Manrique
- Aurora Clavel - Madre de Ernesto
- Maleni Morales - Miriam Acevedo
- Gloria Morell - Eduviges
- Beatriz Ornella - Caridad
- Patricia Pereyra - Norma
- Gustavo Rojo - Padre Manuel de la Huerta
- Otto Sirgo - Ángel de la Huerta
- Gastón Tuset - Roque Mendizábal
- Liliana Weimer - Vanessa de Reynoso
- Mariagna Prats - Fernanda Araujo de Laprida
- Flor Procuna - Vecina de Miriam
- Gerardo Murguía - Martín
- Ninón Sevilla - Zoraida Moreno
- Alejandro Montoya - Armando
- Beatriz Sheridan - La Campana
- Jacaranda Alfaro - Irma Cervantes
- Patricia Ancira - Estela Gómez
- Socorro Avelar - La Maldita
- Magda Karina - Angélica
- Ari Telch - Jorge Andueza
- Meche Barba - Sor Mercedes
- René Cardona - Don Feliciano
- Álvaro Cerviño - Lic. Alberto Valencia
- Hortensia Clavijo "La Cucaracha" - Agripina Pérez "La Tequilera"
- Karina Duprez - María Elena Torres Vda. de Robles
- Alicia Encinas - Lulú Carrillo
- Arturo García Tenorio - Agustín Campos
- Josefina Escobedo - Felipa González
- Alberto Inzúa - Néstor Parodi
- Beatriz Moreno - Eulalia
- Rafael Inclán - Inspector de policía
- René Muñoz - Doctor de Rosa
- Juan Carlos Serrán - Pedro Luis García
- Mauricio Ferrari - Carlos Montero
- Leonardo Daniel - Enrique Molina
- Julia Marichal - Romelia
- Polo Ortín - Agente Mijares
- David Rencoret - Felipe Arévalo
- Marta Resnikoff - Esperanza
- Polly - América
- Roxana Saucedo - Violeta
- Eduardo Alcaraz - Jefe de policía
- María Martín - Madame Roubier
- Héctor Bonilla - Braulio Covarrubias
- Raymundo Capetillo - Doctor Reynaldo
- Jorge Granillo - Palillo
- Tito Livio - Tito
- Julio Andrés López - Perico
- Adrián Martínez - Adrián "El Muelas"
- Sebastián Garza - Chala
- Raquel Parot - Rosaura de la Riva de Montero
- Guy de Saint Cyr - Román
- Gerardo Acuña - Amigo de Raúl
- Ana María Aguirre - Ama de llaves
- Arturo Allegro - Pedro
- Edmundo Barahona - Celso[2]
- Carlos Becerril - Voz del loro "Crispín" / Dr. del Castillo
- Renan Moreno - Gerente Aerolínea
- Eduardo Borja - Hilario
- Rosita Bouchot - La Tigresa
- Rossana Cesarman - Celia
- Gerardo Correa
- Carmen Cortés - Doña Filomena
- Guillermo de Alvarado "Condorito" - José de Jesús
- Ricardo de Loera - Abelardo Gutiérrez
- Dina de Marco - Natalia
- Bertha del Castillo - Justina
- Gustavo del Castillo - David
- Rafael del Villar - Ramón Valadez
- Rosa Elena Díaz - Doña Carmela
- Eduardo Díaz Reyna - Segundo
- Erik Estrada - Teniente Rocha
- Armando Franco - Raúl de la Huerta
- Cecilia Gabriela - Ingrid
- Claudia Gálvez - Cleopatra
- Alberto González
- Alejandro Guce - Diego
- Arturo Guízar - Rufino
- José Roberto Hill
- Gabriela Hoffer
- Benjamín Islas - Martín
- Sergio Jurado - Policía
- Ismael Larumbe - Detective Castro
- José Lavat - Detective Granillo
- Ana Libia - Ella misma
- Agustín López Zavala - Dr. Logillo
- Arturo Lorca - Agente Fernández
- Jaime Lozano - Doctor
- Erika Magnus
- Patricia Martínez - La Siempre Viva
- Aurora Medina - Mary
- Antonio Miguel - Notario
- Enrique Miranda - Detective
- Julio Monterde - Dr. Rodrigo Álvarez
- Anna Silvetti - Eva
- Dora Montero
- Raquel Morell - Paulina
- Alicia Osorio - Olga
- Armando Palomo - Oscar Vicuña "Muñeco"
- Raquel Pankowsky - La Tacones
- Yula Pozo - Lupe
- Lei Quintana - Silvia
- Carmen Rodríguez - Dora
- Jean Safont - Dr. Torres
- Jorge Santos - Dr. Castillo
- Darwin Solano - Esposo de Natalia
- Ricardo Vera - Mendoza
- Juan Verduzco - Sr. Ramos
- Humberto Yáñez - Isidro Vázquez
- Cecilia Romo - Clienta desmayada en la juguetería[3]

## Equipo de producción
- Original de: Inés Rodena
- Libreto: Carlos Romero, Abel Santa Cruz
- Versión: Vivian Pestalozzi
- Edición literaria: Dolores Ortega
- Coordinación literaria: Gabriela Ortigoza
- Tema musical: Rosa salvaje
- Intérprete: Verónica Castro
- Música: José Antonio "Potro" Farías
- Escenografía: Darío Rangel
- Ambientación: Rosalba Santoyo, Alejandro Monroy
- Vestuario: Televisa San Ángel
- Musicalización: Javier Ortega, Luis Alberto Diazayas
- Iluminación: Jesús Raya Lara
- Editor: Adrián Frutos Maza
- Jefes de producción: Nicandro Díaz González, Pablo Martínez de Velasco, Maricarmen Solá
- Gerente de coordinación: Verónica Pimstein
- Directora de locación: Maricarmen Solá
- Coordinador de producción: Salvador Mejía
- Coordinación general: Angelli Nesma Medina
- Director de cámaras: Ernesto Arreola
- Directora de escena: Beatriz Sheridan
- Productor ejecutivo: Valentín Pimstein

## Premios y nominaciones

### Premios TVyNovelas 1988
| Categoría                | Nominado(a)         | Resultado |
| ------------------------ | ------------------- | --------- |
| Mejor telenovela         | Valentín Pimstein   | Nominada  |
| Mejor actriz protagónica | Verónica Castro     | Ganadora  |
| Mejor actor protagónico  | Guillermo Capetillo | Nominado  |
| Mejor villana            | Laura Zapata        | Ganadora  |

## Comercialización en formatos caseros
- 1996 Renta y venta de Video Romances[4]